# Stan Noszka
Stanley M. "Stan" Noszka (Pittsburgh, Pensilvania, 19 de septiembre de 1920-Aspinwall, Pensilvania, 15 de noviembre de 1991) fue un jugador de baloncesto estadounidense que disputó tres temporadas en la BAA, además de jugar en la NBL. Con 1,85 metros de estatura, jugaba en la posición de base.

## Trayectoria deportiva

### Universidad
Jugó durante su etapa universitaria con los Dukes de la Universidad Duquesne, siendo el primer jugador de dicha institución en llegar a jugar en la BAA o la NBA.

### Profesional
Tras jugar brevemente en la NBL, en 1946 ficha por los Pittsburgh Ironmen de la recién creada BAA, donde actuó como titular en la única temporada de la historia del equipo, promediando 8,7 puntos por partido.
Al año siguiente la franquicia se disolvió, siendo elegido en el draft de dispersión por los Boston Celtics. Allí jugó dos temporadas como suplente, siendo la más destacada la primera de ellas, en la que promedió 3,5 puntos por partido.
Tras esas dos temporadas se retiró, pero continuó trabajando para los Celtics en la labor de ojeador.

#### Estadísticas en la BAA

##### Temporada regular
| Temporada | Edad | Equipo             | Liga | P   | TIT | MIN | TC  | TCA  | %TC  | 3P | 3PA | %3P | TL  | TLA | %TL  | R.OF. | R.DEF. | REB | ASIS | ROB | TAP | PER | FP  | PTS |
| 1946-47   | 26   | Pittsburgh Ironmen | BAA  | 58  |     |     | 3.4 | 11.9 | .287 |    |     |     | 1.9 | 2.7 | .694 |       |        |     | 0.7  |     |     |     | 2.8 | 8.7 |
| 1947-48   | 27   | Boston Celtics     | BAA  | 22  |     |     | 1.2 | 4.4  | .278 |    |     |     | 1.1 | 1.6 | .686 |       |        |     | 0.2  |     |     |     | 2.4 | 3.5 |
| 1948-49   | 28   | Boston Celtics     | BAA  | 30  |     |     | 1.0 | 4.1  | .244 |    |     |     | 0.5 | 1.0 | .500 |       |        |     | 0.8  |     |     |     | 1.9 | 2.5 |
| Total     |      |                    | BAA  | 110 |     |     | 2.3 | 8.3  | .280 |    |     |     | 1.3 | 2.0 | .667 |       |        |     | 0.6  |     |     |     | 2.5 | 6.0 |

##### Playoffs
| Temporada | Edad | Equipo         | Liga | P | MIN | TCA | TC | 3PA | 3P | TLA | TL | R.OF. | REB | ASIS | ROB | TAP | PER | FP | PTS | %TC  | %3P | %FT  | MIN | PTS | REB | AST |
| 1947-48   | 27   | Boston Celtics | BAA  | 3 |     | 10  | 30 |     |    | 5   | 8  |       |     | 2    |     |     |     | 11 | 25  | .333 |     | .625 |     | 8.3 |     | 0.7 |
| Total     |      |                | BAA  | 3 |     | 10  | 30 |     |    | 5   | 8  |       |     | 2    |     |     |     | 11 | 25  | .333 |     | .625 |     | 8.3 |     | 0.7 |